# Кузнечики
Кузне́чики (рос. Кузнечики) — селище у складі Подольського міського округу Московської області, Росія.

## Населення
Населення — 3298 осіб (2010; 2484 у 2002).
Національний склад (станом на 2002 рік):
- росіяни — 87 %